# Joachim von Ribbentrop
Ulrich Friedrich Willy Joachim von Ribbentrop (ur. 30 kwietnia 1893 w Wesel, zm. 16 października 1946 w Norymberdze) – minister spraw zagranicznych III Rzeszy w latach 1938–1945. Od 1934 kierownik biura do spraw zagranicznych NSDAP, zwanego najpierw Büro Ribbentrop, a następnie Dienststelle Ribbentrop. W 1936 został ambasadorem III Rzeszy w Londynie. Uznany za zbrodniarza wojennego i skazany na karę śmierci.

## Życiorys
Był synem porucznika Richarda Ullricha Friedricha Wilhelma Ribbentropa i Johanny Sophie Hertwig. Miał starszego o rok brata Lothara oraz urodzoną w 1896 siostrę Ingeborgę. Ciepło wspominał swoją matkę w przeciwieństwie do brutalnego ojca, którego się bał. Matka zmarła w 1902 na gruźlicę. Od 1902 rodzina mieszkała w niemieckim wówczas Metzu, który po pokoju we Frankfurcie w 1871 leżąc w Alzacji-Lotaryngii, był w granicach Rzeszy niemieckiej. Metz został wówczas rozbudowany i stał się jednym z najsilniej ufortyfikowanych miast w Niemczech. Ojciec Joachima był adiutantem generała dowodzącego twierdzą Festung Metz. Ożenił się w tym czasie powtórnie. We francuskojęzycznym Metzu Joachim nauczył się tego języka. Był niezłym sportowcem i skrzypkiem, ale kiepskim uczniem. Nie ukończył szkoły średniej i ledwo umiał pisać. W 1908 jego ojciec porzucił służbę i przeprowadził się z rodziną do Arosy w Szwajcarii. W czasie 18-miesięcznego pobytu w Arosie dzieci pobierały naukę prywatnie u francuskich i angielskich guwernerów. Ribbentropowie zajmowali się głównie wspinaczką i bobslejami. Ich dzieci poznawały wielu, często bardzo bogatych, turystów. Tam zrodziła się u Joachima chęć poznania świata. Ojciec wysłał więc obu synów dla studiów na rok do Anglii. W 1910 Joachim i Lothar wyjechali do Kanady. Tutaj znaleźli swoje miejsce. Joachim próbował z pomocą spadku po matce swoich sił w handlu. Zaczął sprowadzać do Kanady niemieckie wino. W 1914 został też członkiem drużyny hokeja na lodzie.

## I wojna światowa
Po wybuchu I wojny światowej, niezwłocznie opuścił Kanadę, żeby jako ochotnik walczyć po stronie niemieckiej. Jego chory brat pozostał początkowo w Kanadzie, następnie wyjechał do Szwajcarii, gdzie w 1918 zmarł. Ribbentrop wyjechał najpierw do neutralnych wtedy Stanów Zjednoczonych i przepłynął z Nowego Jorku holenderskim parowcem do Rotterdamu. Ukryty w ładowni węgla, uniknął aresztowania przez brytyjską marynarkę, która kontrolowała wszystkie statki zawijające do brzegów europejskich. W Niemczech, dzięki wstawiennictwu ojca, został wcielony do elitarnego regimentu kawalerii. W czasie działań wojennych został odznaczony Żelaznym Krzyżem I klasy i awansowany do stopnia porucznika. Został ranny na froncie i przeniesiony do niemieckiego konsulatu generalnego w Stambule. Tutaj poznał Franza von Papena. Po zakończeniu wojny w 1918 wrócił do Berlina, gdzie pracował dla ministerstwa obrony Rzeszy. Postarał się też o to, by w 1919 trafić do Who is who. Został tam określony adiutantem niemieckiej delegacji pokojowej na konferencji w Wersalu, co okazało się później fikcją.

## Republika Weimarska
W 1919 Ribbentrop pożegnał się z mundurem i zaczął pracę jako przedstawiciel handlowy, sprzedając francuskie wina i likiery.
Ożenił się 5 lipca 1920 w Wiesbaden z Anną Elisabeth (Anelise) Henkell (ur. 12 stycznia 1896, zm. 5 października 1973), którą poznał w 1919, córką fabrykanta win musujących Otto Henkella i Kathariny Michel. Małżeństwo miało pięcioro dzieci:
- Rudolf von Ribbentrop (ur. 11 maja 1921 w Wiesbaden), były współwłaściciel firmy Henkell & Co. Sektkellerei,
- Bettina von Ribbentrop (ur. 20 lipca 1922 w Berlinie),
- Ursula von Ribbentrop (ur. 19 grudnia 1932 w Berlinie),
- Adolf Henkell-von Ribbentrop (ur. 2 września 1935 w Berlinie), były współwłaściciel firmy Henkell & Co. Sektkellerei, ożeniony z Christiane Eltz – matką byłego ministra obrony RFN Karla-Theodora Guttenberga
- Barthold von Ribbentrop (ur. 27 grudnia 1940 w Berlinie), były szef oddziału giełdy Deutsche Bank.

Ribbentrop miał nadzieję na wstąpienie do firmy Henkel, ale otrzymał tylko stanowisko jej berlińskiego przedstawiciela oraz intratne kontakty z innymi producentami trunków.
W 1920, dzięki tym kontaktom, po śmierci niemieckiego przedstawiciela firmy Johnnie Walker, poprzez przejęcie jego interesów, zyskał profity i szanse na rynku. Whisky stała się w Republice Weimarskiej cenionym trunkiem.
W połowie lat 20. przedsiębiorstwo Import/Export Ribbentropa było jednym z największych w Niemczech. W 1924 zrezygnował z przedstawicielstwa firmy Henkel i poświęcił się wyłącznie własnej firmie. Dzięki przedsiębiorczości i zręczności w interesach, oraz znajomości języków, w krótkim czasie bardzo się wzbogacił. Wybudował elegancką willę w Berlinie-Schmargendorfie przy Lentzeallee 7–9. Poprzez liczne przebudowy i rozbudowę, posiadłość powiększyła się o park, kort tenisowy i basen. Ribbentropowie wydawali przyjęcia, wieczory brydżowe i koktajle dla najlepszego berlińskiego towarzystwa, przemysłowców, finansistów i arystokracji. Wielu spośród klientów było Żydami. Niektórzy, jak przemysłowiec Ottmar Strauß czy dyrektor Dresdner Bank Herbert Gutmann, należeli do kręgu najlepszych przyjaciół. Joachim i Anneliese, kolekcjonowali sztukę i wartościowe przedmioty. W willi można było zobaczyć obrazy Courbeta, Moneta i André Deraina oraz cenne stare dywany.
Ribbentrop był daleko spowinowacony z arystokracją i domami panującymi, których członków podziwiał. Dnia 15 maja 1925 został adoptowany przez daleką krewną Gertrud von Ribbentrop (1863–1943), której ojciec Karl Ribbentrop został nobilitowany w roku 1884. Od tego czasu Joachim używał nazwiska „von Ribbentrop”. W umowie z Gertrud, zobowiązał się przez 15 lat wypłacać jej rentę. Zmienił nazwę firmy na Schöneberg und von Ribbentrop. Używał też herbu rodzinnego Gertrud. Kto nie zauważał tej zmiany nazwiska, był przez niego pisemnie pouczany poprzez drukowaną wizytówkę. Później twierdzono również, że przedrostek „von” otrzymał za zasługi w I wojnie światowej. W 1933 w formularzu ankiety SS oświadczył, że został adoptowany, by zapobiec wymarciu linii Ribbentrop, nie wspominając jednak o nobilitacji Karla Ribbentropa.
Jakiś czas po zmianie nazwiska, Ribbentrop starał się o członkostwo w elitarnym Union Club w Berlinie, do którego należeli głównie bogaci arystokraci. Pomimo wstawiennictwa przyjaciół von Helldorfa i von Papena nie został przyjęty. Kiedy został ministrem spraw zagranicznych, odpowiedzialnego za tę decyzję dyplomatę Friedricha von Lieresa und Wilkaua, próbował wysłać do obozu koncentracyjnego.
Do 1932 roku Ribbentrop nie zajmował się zbyt intensywnie polityką. Dochodzenie do głosu narodowych socjalistów traktował marginalnie, chociaż przejawiał głęboką awersję do komunizmu. Dopiero kiedy sukcesy Adolfa Hitlera stały się oczywiste, został jego gorącym zwolennikiem.

## Czasynarodowego socjalizmu

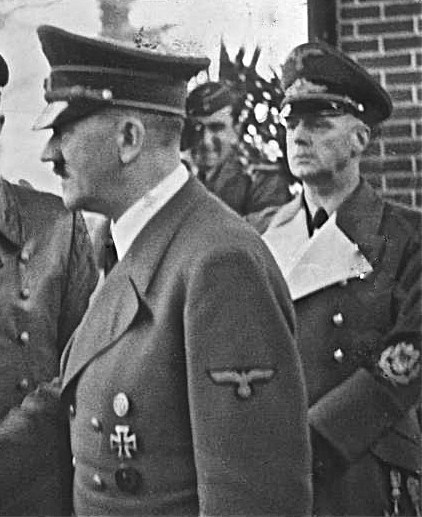
Adolf Hitler i von Ribbentrop, 1940

Kiedy Ribbentrop w 1932 roku poznał Hitlera, wstąpił do NSDAP (numer członkowski 1 199 927). Podziwiał go. Wykorzystując swoje stosunki towarzyskie, pośredniczył w kontaktach Hitlera z najbardziej wpływowymi osobistościami Berlina. Kontakty te ułatwiły Hitlerowi przejęcie władzy w roku następnym bez większego oporu. Był też pośrednikiem pomiędzy von Papenem a Hitlerem.
Kiedy Heinrich Himmler 4 stycznia 1933 w czasie spotkania Hitlera z von Papenem, w domu kolońskiego bankiera Kurta von Schrödera, zapytał o możliwość aranżacji następnych spotkań obu polityków, Ribbentrop oddał do dyspozycji swoją willę. Przy formowaniu gabinetu w 1933 Ribbentrop nie został ministrem spraw zagranicznych, jak się spodziewał. Na to stanowisko przewidziany był „stary bojowiec partyjny” Alfred Rosenberg, ale w rezultacie żądań konserwatystów pozostał na nim urzędujący w rządach von Papena i Schleichera, Konstantin von Neurath. Ribbentrop otrzymał w 1934 urząd partyjnego doradcy ds. rozbrojenia. Dodatkowo pod koniec 1934 został mianowany doradcą do spraw zagranicznych rządu Rzeszy przy sztabie zastępcy Adolfa Hitlera Rudolfa Heßa.
W czerwcu 1935 został awansowany na ambasadora nadzwyczajnego i pełnomocnego Rzeszy w Londynie i obejmując ten urząd, jeszcze w tym samym miesiącu wynegocjował zgodę Wielkiej Brytanii, wbrew postanowieniom Traktatu wersalskiego, na powiększenie floty niemieckiej do jednej trzeciej wielkości floty brytyjskiej. Pozwoliło to Niemcom na oficjalne rozpoczęcie budowy planowanych od 1933 jednostek wojennych Bismarck i Tirpitz. Hitler wysoko cenił go jako dyplomatę. Po sukcesie w Anglii nazywał Ribbentropa swoim „Żelaznym Kanclerzem” i drugim Bismarckiem.
W tym samym roku Ribbentrop założył towarzystwo niemiecko-angielskie Deutsch-Englische Gesellschaft.

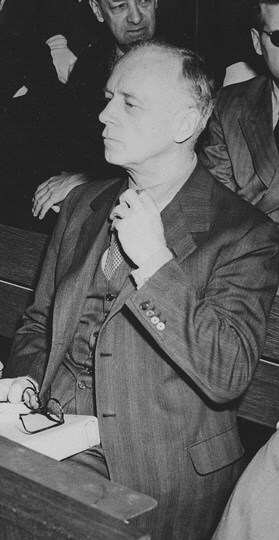
Von Ribbentrop na ławie oskarżonych w Norymberdze

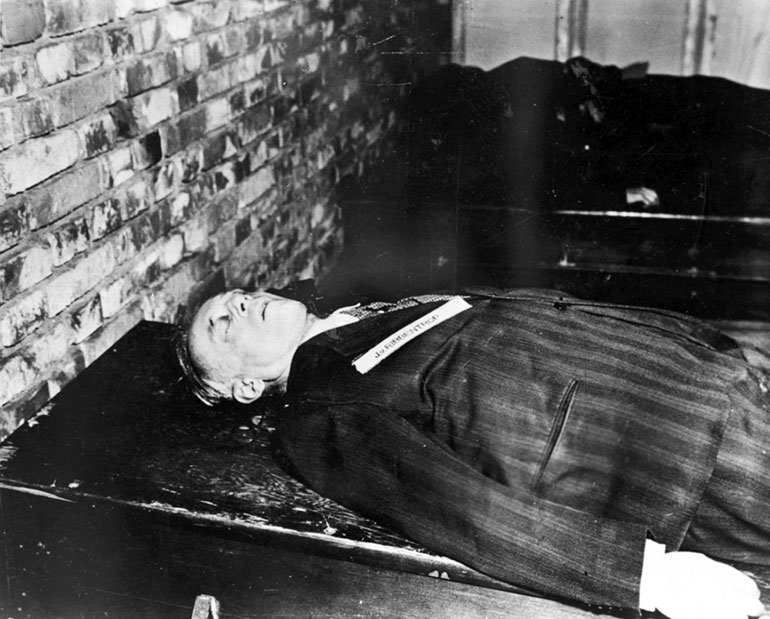
Zwłoki Joachima von Ribbentropa po wykonaniu egzekucji

W 1938 wprowadził się do rezydencji austriackiego arystokraty Gustawa von Remnitza w Fuschl am See (w kraju związkowym Salzburg). Za jego namową Heinrich Himmler aresztował właścicieli zamku i zesłał do obozu koncentracyjnego w Dachau, za opór przeciw włączeniu Austrii (Anschluss) do III Rzeszy.
Już jako minister spraw zagranicznych III Rzeszy, 23 sierpnia 1939 roku w Moskwie podpisał tzw. pakt Ribbentrop-Mołotow z ZSRR, którego istotą był tajny protokół, w którym III Rzesza i ZSRR rozstrzygały o przyszłym podziale Polski, krajów bałtyckich (Litwy, Łotwy, Estonii) oraz Finlandii pomiędzy ZSRR a III Rzeszę.
Postanowienia paktu zostały zrealizowane za sprawą niemieckiego ataku na Polskę 1 września 1939 r., agresji ZSRR na Polskę 17 września 1939 r., ataku ZSRR na Finlandię w grudniu 1939 r. oraz późniejszej aneksji Besarabii i krajów bałtyckich przez ZSRR (czerwiec–sierpień 1940 roku).
Podczas wojny Ribbentrop ponosił odpowiedzialność m.in. za deportacje ludności żydowskiej z krajów państw podporządkowanych Rzeszy do obozów zagłady, sam wielokrotnie otwarcie rozmawiał z Hitlerem o eksterminacji Żydów. Oskarżono go także o prowadzenie agresywnej polityki zagranicznej polegającej często na stosowaniu gróźb i szantaży w stosunku do między innymi przywódców Austrii i Czechosłowacji.
Sądzony przez Międzynarodowy Trybunał Wojskowy w Norymberdze został skazany na karę śmierci.
16 października 1946 Joachim von Ribbentrop został stracony przez powieszenie. Jego ciało spalono w obozie koncentracyjnym Dachau lub na Cmentarzu Wschodnim w Monachium, a prochy zostały rozrzucone nad Izarą.

## Ordery i odznaczenia
- Krzyż Żelazny (I klasa) (1917)
- Order Annuncjaty (Włochy) (22 maja 1939)
- Order Imperialny Jarzma i Strzał (Hiszpania) (1940)[10]
- Order Karola I (Rumunia) (1942)
- Order Lenina (Związek Socjalistycznych Republik Radzieckich)[11]

## Joachim von Ribbentrop w filmie
Postać Joachima von Ribbentropa jest obecna w polskim filmie Epilog norymberski w reżyserii Jerzego Antczaka. W jego postać wcielił się Henryk Borowski. Postać von Ribbentropa, granego przed Adama Darskiego („Nergala”), jest kluczowa dla fabuły komedii Ambassada w reżyserii Juliusza Machulskiego.